# Szána-patak
A Szána-patak az Északi-Bükk területén ered, Nagyvisnyótól délnyugati irányban több kisebb vízfolyás összefolyásából. A patak forrásától kezdve észak felé halad, majd Nagyvisnyótól nyugatra a Szilvás-patakba torkollik.

## Lefolyása
A Nagyvisnyótól délnyugatra fekvő hegyvidék kőzeteiből eredő forrásokból kiáramló felszíni vízfolyások egyesüléséből létrejött Szána-patak északi irányú lefolyást biztosít a környék számára. Útja során előbb keresztülfolyik Nagyvisnyó külterületén, majd a községtől nyugatra beletorkollik a Szilvás-patakba. A patak a Lázbérci-víztározó vízgyűjtőjén található.

## Part menti települések
A patak partján közvetlenül nem található lakott település. Közelében fekszik Nagyvisnyó és Szilvásvárad.